# Winx Club: El secreto del reino perdido
Winx Club - Il Segreto del Regno Perduto (tiếng Anh: Winx Club: The Secret of the Lost Kingdom, tạm dịch là: Bí Mật của Vương quốc bị Lãng Quên) là một bộ phim CGI của Italia dựa vào series phim hoạt hình Winx Club, diễn ra sau sự kiện season 3. Phim đã được phát hành vào ngày 30 tháng 11 năm 2007 tại các rạp ở Italia. Rainbow S.p.A đem bộ phim tới tham dự liên hoan phim Cannes vào năm 2007. Ca sĩ người Australia Natalie Imbruglia hát bài hát nhạc nền của bộ phim, "All the Magic". Bộ phim đã được phát hành trên DVD ở Italia đầu tháng 3 năm 2008, và ở Singapore tại các rạp vào 20 tháng 11 năm 2008.

## Cốt truyện
Câu chuyện bắt đầu vào một thời điểm nào đó sau phần 3 với Valtor (hay Baltor trong phiên bản 4Kids) bị đánh bại và Magical Dimension hiện nay đã an toàn. Bloom và những người bạn của cô quyết định lên đường tìm kiếm bố mẹ của Bloom, Oritel và Marion, khám phá bí mật của vương quốc đã bị lãng quên Domino (còn gọi là Spark, quê hương Bloom), nơi thay đổi cuộc đời của Bloom mãi mãi. Các cô gái tìm gặp Hagen, người thợ rèn đã rèn thanh kiếm của vua Oritel mà được đồn rằng không thể tách rời khỏi chủ nhân của nó. Ông đồng ý giúp, nhưng, sau một chiến dịch nhỏ, Hagen cho rằng ông ta không có cách nào để giúp. Chán nản, Bloom trở về Trái Đất. Rồi một đêm,trong giấc mơ, cô gặp chị cô, Daphne, người trao cho Bloom chiếc mặt nạ giúp Bloom nhìn thấy Domino như trước khi bị tàn phá. Sau đó, họ đến Obsidian Dimension, chạm trán một phù thủy có tên là Mandragora. Bloom phát hiện ra Marion, vợ của Oritel (tức là mẹ của Bloom), đã tự nhốt mình vào thanh kiếm mà Hagen đã chế tạo trước khi bị kẹt vào Obsidian Dimension. Cách duy nhất để cứu cả vương quốc là để cho một vị vua cầm thanh kiếm và khôi phục toàn bộ vương quốc. Điều ngạc nhiên của Bloom là, Sky—người tiết lộ rằng anh đang là một vị vua thực tập của Eraklyon, đã làm được điều này. Bloom cuối cùng đoàn tụ với bố mẹ đẻ và Domino đã được hồi sinh.
Đến đoạn kết của bộ phim, người ta tiết lộ rằng do phá huỷ Obsidian Dimension, the Winx vô tình thả tự do 3 phù thủy cổ xưa. Họ hợp tác với Trix (Icy,Darcy, và Stormy), Họ không xuất hiện vào phần 4 nhưng điều này vẫn có thể đóng một vai trò nhất định trong bộ phim thứ hai (dự kiến vào Giáng Sinh 2009).

## Lồng tiếng
| Nhân vật             | Lồng tiếng         |
| -------------------- | ------------------ |
| Bloom/Tune           | Letizia Ciampa     |
| Layla/Lockette       | Laura Lenghi       |
| Stella/Chatta/Zing   | Perla Liberatori   |
| Flora/Amore          | Ilaria Latini      |
| Musa/Digit           | Gemma Donati       |
| Tecna/Livy/Glim/Piff | Domitilla D'Amico  |
| Brandon              | Massimiliano Alto  |
| Helia                | Francesco Pezzulli |
| Riven                | Mirko Mazzanti     |
| Prince Sky           | Alessandro Quarta  |
| Timmy                | Corrado Conforti   |
| Nabu                 | Sasha De Toni      |

## Phân phối
Chỉ trong tuần công chiếu đầu tiên, bộ phim đã thu về 1,979,972 euro ($3,074,695.84 US). Hơn nữa, đây là sự khởi đầu lớn nhất đối với một bộ phim hoạt hình tại Italia. Bộ phim có 420,000 khán giả tại 665 rạp chiếu phim  và đã thu được 5 triệu euro lợi nhuận.

## DVD
Bộ phim được phát hành trên DVD tại Italia vào tháng 3 năm 2008, với tiếng Italia. Bản phát hành tại Đức bao gồm 2 ngôn ngữ, cả tiếng Đức và tiếng Anh.